# 肯特雷爾·巴克利
肯特雷爾·德巴魯斯·巴克利（1996年9月1日—）為美國男子籃球運動員。
2014年7月6日，就讀北方高中三年級的巴克利在參加德罕YMCA的籃球賽時遭到P·J·海爾斯頓毆打。9月2日，巴克利承諾就讀東卡羅來納大學。
2018年10月20日，巴克利在NBA G聯盟選秀第一輪第17順位獲得聖克魯斯勇士青睞，並被交易至里奥格兰德山谷毒蛇。12月18日，里奧格蘭德山谷毒蛇因為重新獲得蓋瑞·裴頓二世而將巴克利釋出。
2019年1月中旬，芒特甘比爾先鋒宣布巴克利加盟事宜。3月中旬，巴克利抵達澳大利亞始開始效力芒特甘比爾先鋒。10月15日，巴克利在超級籃球聯賽外籍球員選秀會第一輪第五順位獲得台灣啤酒指名，成為SBL首屆洋將選秀榜眼。第17季SBL巴克利繳出場均19.1分、8.4籃板、3.2助攻、1.3抄截的表現，獲選年度洋將以及年度第一隊殊榮。2022年1月27日，SBL台灣啤酒宣布巴克利重返球隊，征戰第19季SBL下半季。10月26日，東南亞職業籃球聯賽新加坡騰飛之獅宣布簽下巴克利。巴克利在2023年ABL邀請賽的場均表現為26分、10.8籃板、6助攻、2.3抄截，抱走得分王頭銜。2023年6月巴克利加入西貢熱火競逐越南籃球聯賽。6月10日，巴克利於VBA首秀繳出28分、16籃板、10助攻的大三元成績，為VBA第八位完成大三元者。6月18日，巴克利再次繳出24分、16籃板、10助攻的大三元表現。9月28日，巴克利助隊以3比1拿下總冠軍，個人獲選總冠軍賽MVP，巴克利在四場總冠軍賽中場均挹注28.8分、14.0籃板、5.8助攻、4.0抄截。10月13日，巴克利以場均30.2分、15.7籃板、6.8助攻、1.7抄截、1.4阻攻的表現拿下年度MVP。
2023年12月，印尼籃球聯賽梭羅河騎士引進巴克利作為新賽季洋將。

## 外部連結
- 肯特雷爾·巴克利在fiba.basketball（英语）
- 肯特雷爾·巴克利在NBA G聯盟官網（英语）
- 肯特雷爾·巴克利在Basketball-Reference.com（NBA G聯盟）（英语）
- 肯特雷爾·巴克利在Sports-Reference.com（NCAA）（英语）
- 肯特雷爾·巴克利在Eurobasket.com（球員）（英语）
- 肯特雷爾·巴克利在Proballers（英语）
- 肯特雷爾·巴克利在RealGM（英语）
- 肯特雷爾·巴克利在Flashscore（英语）